# Billie Jean
"Billie Jean" é um single do cantor e compositor norte americano Michael Jackson. Lançada em 3 de janeiro de 1983 como segundo single de seu sexto álbum de estúdio Thriller de 1982. 
Originalmente reprovada pelo então produtor de Jackson, Quincy Jones, a faixa quase foi retirada do álbum depois que ele e Jackson tiveram discordâncias quanto a isso. A música é bem conhecida por sua distintiva linha de baixo e soluços vocais de Jackson. A canção foi mixada 91 vezes pelo engenheiro de som Bruce Swedien finalizando-a na segunda mixagem.
Seguindo o sucesso nas paradas do single "The Girl Is Mine" e do álbum Thriller, "Billie Jean" foi lançada em 2 de janeiro de 1983, como segundo single do álbum. Tornou-se um sucesso comercial e de crítica em todo o mundo, "Billie Jean" foi um dos singles mais vendidos de 1983. Em outros países, "Billie Jean" liderou as paradas da Espanha e Suíça, alcançou o top dez na Áustria, Itália, Nova Zelândia, Noruega e Suécia, e alcançou a posição número 45 na França. Nos Estados Unidos tornou-se o maior sucesso do cantor, permanecendo por sete semanas no topo da lista pop e nove liderando a rhythm & blues. "Billie Jean" foi coroada disco de platina pela Recording Industry Association of America (RIAA), em 1989.
Premiado para inúmeros prêmios, incluindo dois Grammy, um American Music Award e uma indicação para o Video Music Producers Hall of Fame, a música e o videoclipe impulsionaram Thriller ao status de álbum mais vendido de todos os tempos. A canção foi promovida com um videoclipe que quebrou as barreiras raciais da MTV como o primeiro vídeo de um artista negro a ser exibido pelo canal e que tornou o canal, na época desconhecido, famoso e conhecido, e um Emmy nomeado pelo desempenho na Motown 25: Yesterday, Today, Forever, no qual Jackson estreou o "Moonwalk". A música também foi promovida através de Jackson nos comerciais da Pepsi, que durante a filmagem de um comercial o couro cabeludo de Jackson foi severamente queimado. "Billie Jean" selou o status internacional de Jackson como um ícone pop. A canção está em 2º lugar na lista do VH1 das "Melhores Canções dos Últimos 25 Anos" de 2001; 5º na "Melhores Canções Pop" lançada pela Rolling Stone em 2000; e 28º na "100 Melhores Canções para Dançar" do VH1, também divulgada em 2000. Esteve presente na lista das 500 melhores canções de todos os tempos da revista Rolling Stone. Na lista dos "Melhores Vídeos" da MTV o clipe aparece em 35º e na do VH1, em 34º. Em 2021, atingiu a marca de 1 bilhão de reproduções no YouTube, sendo o primeiro clipe de MJ a atingir tal feito. É frequentemente citada como uma das canções mais revolucionárias da história e é considerada por muitos como a maior música de Jackson.

## História
Há afirmações contraditórias sobre o que a letra da canção se refere. Alguns acreditam que eles são derivados de uma experiência da vida real, em que uma fã com problemas mentais afirmou que Jackson era pai de um de seus gêmeos. Outros, apontando para o fato de que Jackson era um ávido fã de Tênis, acreditava que a canção era sobre a grande tenista Billie Jean King. Entretanto a orientação sexual de King, vivenciada pela atleta pelo menos desde o fim da década de 1960, tornou implausível que a canção fosse inspirada por ela. O próprio Jackson, no entanto, declarou várias vezes que "Billie Jean" foi baseado nas Groupies que ele e seus irmãos encontraram quando faziam parte do The Jackson 5.

Nunca houve uma verdadeira Billie Jean. A moça na canção é uma composição de pessoas que atormentaram os meus irmãos com o passar dos anos. Eu nunca poderia entender como essas meninas poderiam dizer que eles estavam carregando o filho de alguém, quando não era verdade..

Michael Jackson, Moonwalk (1988)
"Billie Jean é uma espécie de anonimato. Representa um monte de meninas. Costumavam chamá-las de groupies nos anos 60." Ele acrescentou: "Elas ficavam penduradas nas portas dos bastidores, e qualquer banda que viria para a cidade elas teriam um relacionamento com os integrantes, e eu acho que eu escrevi isso por experiência com os meus irmãos quando eu era pequeno. Havia um monte de Billie Jeans lá fora. Todas as garotas alegavam que seu filho estava relacionado com um dos meus irmãos."
O biografo de Jackson, J. Randy Taraborrelli, promoveu a teoria de que "Billie Jean" era derivada de uma experiência real da vida que o cantor enfrentou em 1981. Uma jovem escreveu a Jackson uma carta, informando que o cantor era o pai de um dos seus gêmeos. Jackson, que recebia regularmente cartas desse tipo, nunca tinha encontrado a mulher em questão e a ignorou. A mulher, porém, continuou a enviar mais cartas para Jackson, que afirmou que ela o amava e queria estar com ele. Ela escreveu a respeito de quão felizes seriam se criassem a criança juntos. As cartas perturbaram tanto o cantor que ele chegou a ter pesadelos. Após as cartas, Jackson recebeu um pacote contendo uma foto de uma fã, assim como uma carta e uma arma. Jackson ficou horrorizado, a carta pedia que o cantor se matasse em um determinado dia e em um momento específico. A fã faria a mesma coisa uma vez que ela tinha matado seu bebê. Ela escreveu que, se eles não poderiam estar juntos nesta vida, então estariam na próxima. Mais tarde, os Jacksons descobriram que a fã havia sido mandada para um hospital psiquiátrico.

## Desempenho e produção
É inviável pensar no cenário musical dos anos oitenta sem ter em mente Michael Jackson. Ele dominou as paradas de sucessos durante gloriosos anos. O impacto de Thriller foi sentido pela primeira vez com a estreia de seu segundo compacto, "Billie Jean", durante a penúltima semana do mês de janeiro de 1983. Quando atingiu a primeira posição, apenas seis semanas depois, Jackson tornou-se o primeiro na história a permanecer, simultaneamente, na primeira posição em todas as paradas de black e pop music nos Estados Unidos.
Sem mencionar que também se apoderava da posição máxima entre os mais tocados nas danceterias. Não o bastante, "Thriller" e "Billie Jean" atingiram a primeira posição no Reino Unido e em mais sete países; Michael Jackson abraçava o mundo como ninguém antes.
"Billie Jean" soa muito distante do mundo exótico de Jackson. Nela, soberana, uma simples linha rítmica composta por Jackson em uma bateria. Durante o processo, o baterista Leon Ndugu Chancler foi convocado para otimizar a "pegada" da canção. "Fui colocado sozinho em uma sala e durante as duas ou três horas que se seguiram, Jackson e Quincy interromperam-me várias vezes com ideias e sugestões. Acredito que eu a tenha tocado por oito ou dez vezes".
Outra determinante na musicalidade de "Billie Jean" é o baixo, também sugerido por Jackson. O instrumentista Louis Johnson conta como foi trabalhar com o astro. "Trouxeram ao estúdio todos os meu baixos para que experimentássemos o som de cada um separadamente. Depois de três ou quatro tentativas, escolhemos o Yamaha. Ele é realmente extasiante, de grande potência e uniformidade".
Em Billie Jean, Michael compusera cada linha instrumental e também gravara, ele mesmo, todos os vocais, alternando-os em simples falsetes; o principal deles gravado em um único exuberante take. O resultado é um clássico contemporâneo.

### Desempenho nas paradas
| Paradas (1983)                                 | Melhor posição |
| ---------------------------------------------- | -------------- |
| Austrália (Kent Music Report)                  | 1              |
| Áustria (Ö3 Austria Top 75)                    | 2              |
| Bélgica (Ultratop 50 de Flandres)              | 1              |
| Bélgica (VRT Top 30 Flanders)                  | 1              |
| Canadá (CHUM)                                  | 1              |
| Europa (Eurochart Hot 100)                     | 1              |
| Finlândia(Suomen virallinen lista)             | 3              |
| França (IFOP)                                  | 1              |
| O campo songid é OBRIGATÓRIO PARA PARADA ALEMÃ | 2              |
| Irlanda (IRMA)                                 | 1              |
| Itália (FIMI)                                  | 1              |
| Países Baixos (Dutch Top 40)                   | 2              |
| Países Baixos (Single Top 100)                 | 4              |
| Nova Zelândia (Recorded Music NZ)              | 2              |
| Noruega (VG-lista)                             | 6              |
| Polónia (LP3)                                  | 3              |
| África do Sul (Springbok Radio)                | 2              |
| Espanha (AFYVE)                                | 1              |
| Suécia (Sverigetopplistan)                     | 2              |
| Suíça (Schweizer Hitparade)                    | 1              |
| Reino Unido (UK Singles Chart)                 | 1              |
| Estados Unidos Billboard Adult Contemporary    | 9              |
| Estados Unidos Billboard Hot 100               | 1              |
| Estados Unidos Billboard Hot Black Singles     | 1              |
| Estados Unidos Cash Box                        | 1              |
| Zimbabwe                                       | 3              |

| Paradas (2006)                 | Melhor posição |
| ------------------------------ | -------------- |
| França (SNEP)                  | 1              |
| Irlanda (IRMA)                 | 11             |
| Itália (FIMI)                  | 1              |
| Países Baixos (Single Top 100) | 22             |
| Espanha (PROMUSICAE)           | 1              |
| Reino Unido (UK Singles Chart) | 1              |

| Paradas (2008)              | Melhor posição |
| --------------------------- | -------------- |
| Noruega (VG-lista)          | 17             |
| Suíça (Schweizer Hitparade) | 95             |

| Paradas (2009)                             | Melhor posição |
| ------------------------------------------ | -------------- |
| Austrália (ARIA)                           | 1              |
| Áustria (Ö3 Austria Top 75)                | 1              |
| Bélgica (Back Catalogue Singles Flanders)  | 1              |
| Canadá (Hot Canadian Digital Singles)      | 6              |
| Dinamarca (Hitlisten)                      | 8              |
| Europa (Eurochart Hot 100)                 | 9              |
| Finlândia (Suomen virallinen lista)        | 11             |
| França (SNEP Download Chart)               | 1              |
| Itália (FIMI)                              | 3              |
| Países Baixos (Dutch Top 40)               | 3              |
| Países Baixos (Single Top 100)             | 3              |
| Nova Zelândia (Recorded Music NZ)          | 15             |
| Noruega (VG-lista)                         | 5              |
| Espanha (PROMUSICAE)                       | 4              |
| Suécia (Sverigetopplistan)                 | 3              |
| Suíça (Schweizer Hitparade)                | 2              |
| Turquia (Türkiye Top 20)                   | 9              |
| Reino Unido (UK Singles Chart)             | 10             |
| Estados Unidos Billboard Hot Digital Songs | 4              |

| Paradas (2010)              | Melhor posição |
| --------------------------- | -------------- |
| Espanha (PROMUSICAE)        | 41             |
| Suécia (Sverigetopplistan)  | 52             |
| Suíça (Schweizer Hitparade) | 58             |

| Paradas (2012) | Melhor posição |
| -------------- | -------------- |
| França (SNEP)  | 132            |

| Paradas (2013) | Melhor posição |
| -------------- | -------------- |
| França (SNEP)  | 166            |

| Paradas (2014)                               | Melhor posição |
| -------------------------------------------- | -------------- |
| França (SNEP)                                | 161            |
| Estados Unidos (Billboard Hot 100)           | 14             |
| Estados Unidos (Billboard R&B/Hip-Hop Songs) | 6              |